# Svizzera all'Eurovision Song Contest 1993
La Selezione Svizzera per l'Eurofestival 1993 si svolse a Zurigo il 6 febbraio 1993 e presentata da Sandra Simò.

## Canzoni in ordine di classifica
| Posizione | Canzone                                 | Artista                 |
| 1.        | Moi, tout simplement                    | Annie Cotton            |
| 2.        | Riflesso                                | Diaspro                 |
| 3.        | Donner                                  | Scarlet                 |
| 4.        | Zwei Leben im Strom der Zeit Antarctica | Chris Lorens Jürg Stein |
| 6.        | Pour toujours                           | Natasha                 |
| 7.        | Non siamo angeli                        | Mary                    |